# محمدعامری
محمدعامری یا بندر محمدعامری، روستایی بندری است از توابع بخش دلوار در شهرستان تنگستان استان بوشهر ایران.

## جمعیت
این روستا در دهستان بوالخیر قرار داشته و بر اساس سرشماری سال ۱۳۹۵ جمعیت آن ۲۴۹۹ نفر می‌باشد. و در سال ۸۵ جمعیت آن ۳۵۰۰ نفر بوده‌است.
بندر محمدعامری دارای اسکله صیادی تجاری و همچنین دارای گمرک می‌باشد، در خصوص مکان‌های تاریخی محمدعامری می‌توان به گورستان لنج‌ها و گمرک قدیمی این محل اشاره کرد.